# Campionato europeo femminile di pallavolo 1987
Il campionato europeo femminile di pallavolo 1987 si è svolto dal 25 settembre al 3 ottobre 1987 a Auderghem, Eupen e Gand, in Belgio: al torneo hanno partecipato dodici squadre nazionali europee e la vittoria finale è andata per la seconda volta alla Germania Est.

## Qualificazioni
Al torneo hanno partecipato: la nazionale del paese organizzatore, le prime tre nazionali classificate al campionato europeo 1985 e otto nazionali qualificate tramite il torneo di qualificazione.

## Regolamento

### Formula
Le squadre hanno disputato una prima fase a gironi con formula del girone all'italiana; al termine della prima fase:
- Le prime due classificate di ogni girone hanno acceduto alla fase finale per il primo posto, strutturata in semifinali, finale per il terzo posto e finale.
- La terza e la quarta classificata di ogni girone hanno acceduto alla fase finale per il quinto posto, strutturata in semifinali, finale per il terzo settimo posto e finale per il quinto posto.
- Le ultime due classificate di ogni girone hanno acceduto alla fase finale per il nono posto, strutturata in semifinali, finale per l'undicesimo posto e finale per il nono posto.

### Criteri di classifica
Sono stati assegnati 2 punti alla squadra vincente e 1 a quella sconfitta.
L'ordine del posizionamento in classifica è stato definito in base a:
- Punti;
- Ratio dei set vinti/persi;
- Ratio dei punti realizzati/subiti;
- Risultati degli scontri diretti.

## Squadre partecipanti
| Squadra          | Qualificazione                            | Ultima partecipazione |
| ---------------- | ----------------------------------------- | --------------------- |
| Belgio           | Paese organizzatore                       | Francia 1979          |
| Bulgaria         | 1ª al torneo di qualificazione (girone B) | Paesi Bassi 1985      |
| Cecoslovacchia   | 1ª al torneo di qualificazione (girone A) | Paesi Bassi 1985      |
| Francia          | 1ª al torneo di qualificazione (girone D) | Paesi Bassi 1985      |
| Germania Est     | 2ª al campionato europeo 1985             | Paesi Bassi 1985      |
| Germania Ovest   | 1ª al torneo di qualificazione (girone C) | Paesi Bassi 1985      |
| Italia           | 2ª al torneo di qualificazione (girone B) | Paesi Bassi 1985      |
| Paesi Bassi      | 3ª al campionato europeo 1985             | Paesi Bassi 1985      |
| Polonia          | 2ª al torneo di qualificazione (girone D) | Paesi Bassi 1985      |
| Romania          | 2ª al torneo di qualificazione (girone A) | Paesi Bassi 1985      |
| Ungheria         | 2ª al torneo di qualificazione (girone C) | Paesi Bassi 1985      |
| Unione Sovietica | 1ª al campionato europeo 1985             | Paesi Bassi 1985      |

## Torneo

### Fase a gironi
| Girone A         | Girone B     |
| ---------------- | ------------ |
| Cecoslovacchia   | Belgio       |
| Germania Ovest   | Bulgaria     |
| Italia           | Francia      |
| Paesi Bassi      | Germania Est |
| Polonia          | Romania      |
| Unione Sovietica | Ungheria     |

#### Girone A

##### Risultati
| 25 settembre 1987 ?, Eupen Durata: ? - Spettatori: ? | Unione Sovietica | 3 - 1 | Cecoslovacchia | 15-13, 11-15, 15-1, 15-2       |
| 25 settembre 1987 ?, Eupen Durata: ? - Spettatori: ? | Paesi Bassi      | 3 - 1 | Polonia        | 14-16, 15-11, 15-11, 15-7      |
| 25 settembre 1987 ?, Eupen Durata: ? - Spettatori: ? | Italia           | 3 - 2 | Germania Ovest | 15-7, 12-15, 9-15, 15-7, 15-12 |
| 26 settembre 1987 ?, Eupen Durata: ? - Spettatori: ? | Cecoslovacchia   | 3 - 1 | Paesi Bassi    | 15-11, 12-15, 15-10, 15-1      |
| 26 settembre 1987 ?, Eupen Durata: ? - Spettatori: ? | Unione Sovietica | 3 - 0 | Germania Ovest | 15-7, 15-3, 15-6               |
| 26 settembre 1987 ?, Eupen Durata: ? - Spettatori: ? | Polonia          | 3 - 1 | Italia         | 7-15, 15-13, 15-9, 15-7        |
| 27 settembre 1987 ?, Eupen Durata: ? - Spettatori: ? | Cecoslovacchia   | 3 - 1 | Germania Ovest | 15-11, 14-16, 15-10, 15-9      |
| 27 settembre 1987 ?, Eupen Durata: ? - Spettatori: ? | Paesi Bassi      | 3 - 1 | Italia         | 15-4, 15-12, 13-15, 15-9       |
| 27 settembre 1987 ?, Eupen Durata: ? - Spettatori: ? | Unione Sovietica | 3 - 0 | Polonia        | 15-3, 15-2, 15-6               |
| 29 settembre 1987 ?, Eupen Durata: ? - Spettatori: ? | Unione Sovietica | 3 - 0 | Italia         | 15-9, 15-4, 15-1               |
| 29 settembre 1987 ?, Eupen Durata: ? - Spettatori: ? | Cecoslovacchia   | 3 - 0 | Polonia        | 15-3, 15-13, 15-5              |
| 29 settembre 1987 ?, Eupen Durata: ? - Spettatori: ? | Paesi Bassi      | 3 - 2 | Germania Ovest | 8-15, 7-15, 15-13, 15-5, 15-11 |
| 30 settembre 1987 ?, Eupen Durata: ? - Spettatori: ? | Italia           | 3 - 0 | Cecoslovacchia | 15-11, 15-8, 15-4              |
| 30 settembre 1987 ?, Eupen Durata: ? - Spettatori: ? | Germania Ovest   | 3 - 0 | Polonia        | 15-13, 15-13, 15-9             |
| 30 settembre 1987 ?, Eupen Durata: ? - Spettatori: ? | Unione Sovietica | 3 - 1 | Paesi Bassi    | 15-10, 15-4, 13-15, 15-2       |

##### Classifica
| Pos. | Squadra          | Pt | G | V | P | SV | SP | Ratio | PF  | PS  | Ratio |
| ---- | ---------------- | -- | - | - | - | -- | -- | ----- | --- | --- | ----- |
| 1.   | Unione Sovietica | 10 | 5 | 5 | 0 | 15 | 2  | 7,500 | 249 | 103 | 2,417 |
| 2.   | Cecoslovacchia   | 8  | 5 | 3 | 2 | 10 | 8  | 1,250 | 215 | 205 | 1,048 |
| 3.   | Paesi Bassi      | 8  | 5 | 3 | 2 | 11 | 10 | 1,100 | 245 | 259 | 0,945 |
| 4.   | Italia           | 7  | 5 | 2 | 3 | 8  | 11 | 0,727 | 209 | 234 | 0,893 |
| 5.   | Germania Ovest   | 6  | 5 | 1 | 4 | 8  | 12 | 0,666 | 222 | 265 | 0,837 |
| 6.   | Polonia          | 6  | 5 | 1 | 4 | 4  | 13 | 0,307 | 164 | 238 | 0,689 |

      Qualificata alle semifinali per il primo posto.
      Qualificata alle semifinali per il quinto posto.
      Qualificata alle semifinali per il nono posto.

#### Girone B

##### Risultati
| 25 settembre 1987 ?, Gand Durata: ? - Spettatori: ? | Germania Est | 3 - 0 | Bulgaria | 15-11, 16-14, 15-9                |
| 25 settembre 1987 ?, Gand Durata: ? - Spettatori: ? | Romania      | 3 - 0 | Belgio   | 15-9, 15-3, 15-9                  |
| 25 settembre 1987 ?, Gand Durata: ? - Spettatori: ? | Francia      | 3 - 2 | Ungheria | 15-12, 15-10, 15-17, 11-15, 15-12 |
| 26 settembre 1987 ?, Gand Durata: ? - Spettatori: ? | Bulgaria     | 3 - 0 | Romania  | 15-7, 15-11, 15-7                 |
| 26 settembre 1987 ?, Gand Durata: ? - Spettatori: ? | Ungheria     | 3 - 0 | Belgio   | 15-7, 15-13, 15-3                 |
| 26 settembre 1987 ?, Gand Durata: ? - Spettatori: ? | Germania Est | 3 - 0 | Francia  | 15-1, 15-8, 15-8                  |
| 27 settembre 1987 ?, Gand Durata: ? - Spettatori: ? | Bulgaria     | 3 - 0 | Belgio   | 15-11, 15-2, 15-7                 |
| 27 settembre 1987 ?, Gand Durata: ? - Spettatori: ? | Romania      | 3 - 0 | Francia  | 15-12, 15-6, 15-8                 |
| 27 settembre 1987 ?, Gand Durata: ? - Spettatori: ? | Germania Est | 3 - 0 | Ungheria | 15-8, 15-6, 15-6                  |
| 29 settembre 1987 ?, Gand Durata: ? - Spettatori: ? | Bulgaria     | 3 - 0 | Ungheria | 15-7, 15-9, 15-13                 |
| 29 settembre 1987 ?, Gand Durata: ? - Spettatori: ? | Germania Est | 3 - 0 | Romania  | 15-2, 15-9, 15-10                 |
| 29 settembre 1987 ?, Gand Durata: ? - Spettatori: ? | Francia      | 3 - 0 | Belgio   | 15-2, 15-6, 15-6                  |
| 30 settembre 1987 ?, Gand Durata: ? - Spettatori: ? | Romania      | 3 - 1 | Ungheria | 15-10, 15-10, 8-15, 15-5          |
| 30 settembre 1987 ?, Gand Durata: ? - Spettatori: ? | Germania Est | 3 - 0 | Belgio   | 15-4, 15-6, 15-6                  |
| 30 settembre 1987 ?, Gand Durata: ? - Spettatori: ? | Bulgaria     | 3 - 0 | Francia  | 15-9, 15-3, 15-10                 |

##### Classifica
| Pos. | Squadra      | Pt | G | V | P | SV | SP | Ratio | PF  | PS  | Ratio |
| ---- | ------------ | -- | - | - | - | -- | -- | ----- | --- | --- | ----- |
| 1.   | Germania Est | 10 | 5 | 5 | 0 | 15 | 0  | MAX   | 226 | 108 | 2,092 |
| 2.   | Bulgaria     | 9  | 5 | 4 | 1 | 12 | 3  | 4,000 | 214 | 142 | 1,507 |
| 3.   | Francia      | 8  | 5 | 3 | 2 | 9  | 8  | 1,125 | 200 | 196 | 1,020 |
| 4.   | Romania      | 7  | 5 | 2 | 3 | 6  | 10 | 0,600 | 170 | 196 | 0,867 |
| 5.   | Ungheria     | 6  | 5 | 1 | 4 | 6  | 12 | 0,500 | 200 | 237 | 0,843 |
| 6.   | Belgio       | 5  | 5 | 0 | 5 | 0  | 15 | 0,000 | 94  | 225 | 0,418 |

      Qualificata alle semifinali per il primo posto.
      Qualificata alle semifinali per il quinto posto.
      Qualificata alle semifinali per il nono posto.

### Fase finale

#### Finali 1º e 3º posto
|  | Semifinali | Semifinali       | Semifinali |                 |    | Finale       | Finale           | Finale |
|  |            |                  |            |                 |    |              |                  |        |
|  | 1B         | Germania Est     | 3          |                 |    |              |                  |        |
|  | 1B         | Germania Est     | 3          |                 |    |              |                  |        |
|  | 2A         | Cecoslovacchia   | 0          |                 |    |              |                  |        |
|  | 2A         | Cecoslovacchia   | 0          |                 | 1B | Germania Est | 3                |        |
|  |            |                  |            |                 | 1B | Germania Est | 3                |        |
|  |            |                  |            |                 |    | 1A           | Unione Sovietica | 2      |
|  | 1A         | Unione Sovietica | 3          |                 |    | 1A           | Unione Sovietica | 2      |
|  | 1A         | Unione Sovietica | 3          |                 |    |              |                  |        |
|  | 2B         | Bulgaria         | 0          |                 |    |              |                  |        |
|  | 2B         | Bulgaria         | 0          | Finale 3° posto |    |              |                  |        |
|  |            |                  |            |                 |    |              |                  |        |
|  |            |                  |            |                 |    | 2A           | Cecoslovacchia   | 3      |
|  |            |                  |            |                 |    | 2A           | Cecoslovacchia   | 3      |
|  |            |                  |            |                 |    | 2B           | Bulgaria         | 0      |

##### Semifinali
| 2 ottobre 1987 ?, Gand Durata: ? - Spettatori: ? | Germania Est     | 3 - 0 | Cecoslovacchia | 15-9, 15-13, 15-2 |
| 2 ottobre 1987 ?, Gand Durata: ? - Spettatori: ? | Unione Sovietica | 3 - 0 | Bulgaria       | 15-9, 15-6, 15-10 |

##### Finale 3º posto
| 3 ottobre 1987 ?, Gand Durata: ? - Spettatori: ? | Cecoslovacchia | 3 - 0 | Bulgaria | 15-10, 15-10, 15-12 |

##### Finale
| 3 ottobre 1987 ?, Gand Durata: ? - Spettatori: ? | Germania Est | 3 - 2 | Unione Sovietica | 8-15, 15-9, 18-20, 15-9, 15-11 |

#### Finali 5º e 7º posto
|  | Semifinali | Semifinali  | Semifinali |                 |    | Finale 5º posto | Finale 5º posto | Finale 5º posto |
|  |            |             |            |                 |    |                 |                 |                 |
|  | 4A         | Italia      | 3          |                 |    |                 |                 |                 |
|  | 4A         | Italia      | 3          |                 |    |                 |                 |                 |
|  | 3B         | Francia     | 0          |                 |    |                 |                 |                 |
|  | 3B         | Francia     | 0          |                 | 3A | Paesi Bassi     | 3               |                 |
|  |            |             |            |                 | 3A | Paesi Bassi     | 3               |                 |
|  |            |             |            |                 |    | 4A              | Italia          | 1               |
|  | 3A         | Paesi Bassi | 3          |                 |    | 4A              | Italia          | 1               |
|  | 3A         | Paesi Bassi | 3          |                 |    |                 |                 |                 |
|  | 4B         | Romania     | 2          |                 |    |                 |                 |                 |
|  | 4B         | Romania     | 2          | Finale 7º posto |    |                 |                 |                 |
|  |            |             |            |                 |    |                 |                 |                 |
|  |            |             |            |                 |    | 3B              | Francia         | 3               |
|  |            |             |            |                 |    | 3B              | Francia         | 3               |
|  |            |             |            |                 |    | 4B              | Romania         | 2               |

##### Semifinali
| 2 ottobre 1987 ?, Auderghem Durata: ? - Spettatori: ? | Italia      | 3 - 0 | Francia | 15-10, 15-13, 15-6        |
| 2 ottobre 1987 ?, Auderghem Durata: ? - Spettatori: ? | Paesi Bassi | 3 - 2 | Romania | 15-5, 10-15, 11-15, 15-13 |

##### Finale 7º posto
| 3 ottobre 1987 ?, Auderghem Durata: ? - Spettatori: ? | Francia | 3 - 2 | Romania | 15-12, 15-17, 15-10, 11-15, 15-12 |

##### Finale 5º posto
| 3 ottobre 1987 ?, Auderghem Durata: ? - Spettatori: ? | Paesi Bassi | 3 - 1 | Italia | 15-5, 15-12, 12-15, 15-13 |

#### Finali 9º e 11º posto
|  | Semifinali | Semifinali     | Semifinali |                  |    | Finale 9º posto | Finale 9º posto | Finale 9º posto |
|  |            |                |            |                  |    |                 |                 |                 |
|  | 5A         | Germania Ovest | 3          |                  |    |                 |                 |                 |
|  | 5A         | Germania Ovest | 3          |                  |    |                 |                 |                 |
|  | 6B         | Belgio         | 0          |                  |    |                 |                 |                 |
|  | 6B         | Belgio         | 0          |                  | 5A | Germania Ovest  | 3               |                 |
|  |            |                |            |                  | 5A | Germania Ovest  | 3               |                 |
|  |            |                |            |                  |    | 5B              | Ungheria        | 1               |
|  | 5B         | Ungheria       | 3          |                  |    | 5B              | Ungheria        | 1               |
|  | 5B         | Ungheria       | 3          |                  |    |                 |                 |                 |
|  | 6A         | Polonia        | 0          |                  |    |                 |                 |                 |
|  | 6A         | Polonia        | 0          | Finale 11º posto |    |                 |                 |                 |
|  |            |                |            |                  |    |                 |                 |                 |
|  |            |                |            |                  |    | 6A              | Polonia         | 3               |
|  |            |                |            |                  |    | 6A              | Polonia         | 3               |
|  |            |                |            |                  |    | 6B              | Belgio          | 0               |

##### Semifinali
| 2 ottobre 1987 ?, Auderghem Durata: ? - Spettatori: ? | Germania Ovest | 3 - 0 | Belgio  | 15-9, 15-5, 15-8   |
| 2 ottobre 1987 ?, Auderghem Durata: ? - Spettatori: ? | Ungheria       | 3 - 0 | Polonia | 15-10, 15-6, 15-10 |

##### Finale 11º posto
| 3 ottobre 1987 ?, Auderghem Durata: ? - Spettatori: ? | Polonia | 3 - 0 | Belgio | 15-6, 15-9, 15-11 |

##### Finale 9º posto
| 3 ottobre 1987 ?, Auderghem Durata: ? - Spettatori: ? | Germania Ovest | 3 - 1 | Ungheria | 15-4, 15-9, 13-15, 15-10 |

## Classifica finale
| Pos     | Squadra          |
| ------- | ---------------- |
| Oro     | Germania Est     |
| Argento | Unione Sovietica |
| Bronzo  | Cecoslovacchia   |
| 4       | Bulgaria         |
| 5       | Paesi Bassi      |
| 6       | Italia           |
| 7       | Francia          |
| 8       | Romania          |
| 9       | Germania Ovest   |
| 10      | Ungheria         |
| 11      | Polonia          |
| 12      | Belgio           |

|  | Qualificata ai Giochi della XXIV Olimpiade e al campionato europeo 1989. |

|  |  | Qualificata al campionato europeo 1989. |